# Maho Kakita
Maho Kakita (垣田 真穂, Kakita Maho), née le 14 décembre 2004 à Kitakyūshū, est une coureuse cycliste japonaise, spécialiste des épreuves d'endurance sur piste.

## Biographie
Maho Kakita est originaire de la préfecture d'Ehime, où elle commence le cyclisme en troisième année de collège, sport qu'elle pratique en parallèle avec le football pendant un certain temps. Au lycée, elle remporte des compétitions aux championnats nationaux scolaires. En 2021, elle ne peut pas participer aux championnats du monde sur piste juniors (17/18 ans) en raison de la pandémie de Covid-19. Lors des championnats d'Asie sur piste juniors de 2022, elle décroche deux titres sur l'omnium et la course aux points. La même année, aux mondiaux sur piste juniors, elle obtient la médaille d'argent sur la course à l'américaine avec Mizuki Ikeda. Deux mois plus tard, elle se classe cinquième du championnat du monde sur route juniors à Wollongong.
À partir de 2023, Kakita rejoint l'équipe nationale élite, où elle remporte plusieurs succès en poursuite par équipes avec Yumi Kajihara, Tsuyaka Uchino et Mizuki Ikeda, notamment avec des victoires aux championnats d'Asie 2023 et aux Jeux asiatiques de 2022. Elle obtient également des résultats en course à l'américaine avec Uchino, remportant notamment une manche de la Coupe des Nations 2024 à Hong Kong. En 2024, elle devient triple championne d'Asie, avec des titres en poursuite individuelle, poursuite par équipes et course à l'américaine. Aux Jeux olympiques de 2024, elle participe à la poursuite par équipes et à la course à l'américaine.
Kakita continue également le cyclisme sur route au sein de l'équipe nationale, terminant notamment sixième de la course sur route des Jeux asiatiques de 2022 et participant à l'édition inaugurale du Tour de l'Avenir Femmes en 2023. Elle remporte trois médailles aux championnats d'Asie 2025, dont le titre sur la course en ligne des espoirs.

## Palmarès sur piste

### Jeux olympiques
- Paris 2024
  - 10e de la poursuite par équipes

### Championnats du monde
| Édition / Épreuve       | Poursuite par équipes | Américaine | Élimination |
| Tel Aviv 2022 (juniors) |                       | Argent     |             |
| Glasgow 2023            | 11e                   |            | 13e         |

### Coupe des nations
- 2024
  - 1re de l'américaine à Hong Kong (avec Tsuyaka Uchino)
  - 3e de la poursuite par équipes à Hong Kong

### Championnats d'Asie
- Neu-Delhi 2022 (juniors)
  -  Championne d'Asie de course aux points juniors
  -  Championne d'Asie d'omnium juniors
- Nilai 2023
  -  Championne d'Asie de poursuite par équipes
  -  Médaillée de bronze de la poursuite
- New Delhi 2024
  -  Championne d'Asie de poursuite
  -  Championne d'Asie de poursuite par équipes
  -  Championne d'Asie de l'américaine (avec Tsuyaka Uchino)
- Nilai 2025
  -  Championne d'Asie de poursuite
  -  Championne d'Asie de poursuite par équipes
  -  Championne d'Asie de course aux points

### Jeux asiatiques
- Hangzhou 2022
  -  Médaillée d'or de la poursuite par équipes
  -  Médaillée d'or de la course à l'américaine (avec Tsuyaka Uchino)

### Championnats du Japon
- 2023
  -  Championne du Japon de poursuite par équipes
- 2024
  -  Championne du Japon de poursuite
  -  Championne du Japon de poursuite par équipes
  -  Championne du Japon de course à l'américaine
  -  Championne du Japon du scratch
  -  Championne du Japon d'omnium

## Palmarès sur route

### Par années
- 2022
  - 5e du championnat du monde sur route juniors
- 2023
  - 2e du championnat du Japon du contre-la-montre
- 2025
  -  Championne d'Asie sur route espoirs
  -  Médaillée d'argent du championnat d'Asie du contre-la-montre espoirs
  -  Médaillée d'argent du championnat d'Asie du contre-la-montre par équipes mixte

### Classements mondiaux
| Année                                 | 2023 |
| ------------------------------------- | ---- |
| Classement UCI                        | 290e |
|                                       |      |
| Légende : nc = non classéSource : UCI |      |